# Fraser (rivier)
De Fraser River is de langste rivier in de Canadese provincie Brits-Columbia. De rivier ontspringt ter hoogte van Fraser Pass nabij Mount Robson in de Rocky Mountains en mondt 1375 km verderop uit ter hoogte van de stad Vancouver in de Straat van Georgia. De Fraser River is de op negen na langste rivier van Canada. Het volume van de stroming aan de monding bedraagt elk jaar 112 km³ (ongeveer 3550 m³/s) en zet 20 miljoen ton sedimentatie af in de oceaan. De rivier werd genoemd naar de ontdekkingsreiziger Simon Fraser.

## Geografie
Het stroomgebied van de Fraser is 220.000 km² groot. Het bovenbekken bevindt zich net ten noordwesten van de Fraser Pass. Dit vormt het eerste stuk van de waterloop vooraleer ze afdaalt bij Valemount naar de Rocky Mountain-trog waar ze in noordwestelijke richting doorheen loopt via het gebied van Robson Valley. Nadat ze de 54e breedtegraad voorbij steekt, verlaat de Fraser bij het gehucht Upper Fraser de Rocky Mountain Trench. Wat verder maakt de rivier een scherpe bocht naar het zuiden ter hoogte van Giscome Portage, ten noorden van het gehucht Giscome. De Giscome Portage vormt een relatief korte verbinding tussen de Fraser en de Peace in het noorden. Daarna vloeit de Nechako-rivier in de stad Prince George in de Fraser. Vandaar gaat ze verder zuidwaarts waar eroderende krachten steeds dieper in het Fraserplateau gaan snijden ter vorming van Fraser Canyon na de zuidwaartse samenvloeiing met Chilcotin River nabij de stad Williams Lake. Vervolgens vinden er ook samenvloeiingen plaats met de Bridge River en Seton River bij het dorp Lillooet, en daarna met de Thompson River bij Lytton. Van daar uit stroomt ze verder zuidwaarts tot ongeveer 40 km ten noorden van de 49e breedtegraad (tevens de Amerikaans-Canadese grens). Vanaf Lytton gaat ze verder in zuidelijke richting doorheen een steeds diepere canyon tussen de Lillooet-bergketen van de Coast Mountains aan westelijke zijde en de Cascade Mountains aan oostelijke zijde. Bij Yale wordt de canyon steeds breder, alsook de rivier. Maar er is nog geen laagland bereikt tot aan Hope waar de rivier in westelijke en zuidwestelijke richting draait in een wijde laaglandvallei. Deze staat bekend als Fraser Valley, voorbij Chilliwack en de samenvloeiing van de Harrison River en de Sumas River. Hier buigt de rivier om naar het noordwesten bij Abbotsford en Mission waar ze vervolgens terug in zuidwestelijke richting keert net ten oosten van New Westminster. De rivier splitst hier in een North Arm dewelke de zuidelijke grens vormt van de stad Vancouver, en de South Arm dewelke de stad Richmond scheidt van Delta.
Richmond ligt op het grootste eiland van de Fraser, namelijk Lulu Island, en ook op Sea Island, waar zich de internationale luchthaven van Vancouver bevindt; de oostelijke zijde van Lulu Island is gelegen binnenin de stad New Westminster en wordt Queensborough genoemd. Eveneens in het lagere bekken van de Fraser ligt, naast andere kleinere eilanden, Annacis Island, wat tevens een belangrijk industrieel en havengebied is en in het zuidoosten ligt ten opzichte van de oostelijke zijde van Lulu Island (Sea Island, Lulu Island en Annacis Island liggen tussen de noordelijke en zuidelijke armen van de rivier. Andere vermeldenswaardige eilanden in het laagbekken zijn Barnston Island, Matsqui Island, Nicomen Island en Sea Bird Island. Daarnaast zijn er ook eilanden aan de buitenkant van het estuarium, voornamelijk Westham Island (een natuurreservaat voor wilde vogels) en Iona Island (de plaats waar de belangrijkste rioleringscentrale van Vancouver zit).
Na 100 km spreidt de rivier zich uit in een rivierdelta waar ze uitmondt in de Straat van Georgia tussen het vasteland en Vancouvereiland. Het gebied ten zuiden van de stad Vancouver, incluis de steden Richmond en Delta, bevinden zich op een vlakke spoelvlakte. De eilanden van de rivierdelta zijn onder andere Iona Island, Sea Island, Lulu Island, Annacis Island en andere kleinere eilanden. Terwijl het grootste deel van de drainagegebied van de rivier in Brits-Columbia ligt, bevindt er zich een klein gebied in de delta op Amerikaans grondgebied in de staat Washington. Het gaat hier dan over het bovenste rechte deel van de samenvloeiing van de bijrivieren Vedder en Sumas. Hoewel het geen deel uitmaakt van het afvloeiingsgebied van de Fraser River, behoort het grootste deel van de laagvlakten van Whatcom County, naast de hoofdrivieren van de Sumas ten noordoosten van Everson, tot het Fraser-laagland en werd het ook gevormd door afzettingen van sediment van de Fraser.
Zoals de Columbia River Gorge ten oosten van Portland in Oregon, bevindt de Fraser zich in een topografische kloof tussen twee bergketens waardoor een eerder continentaal klimaat gescheiden wordt van een zachter klimaat nabij de kust. Gedurende de winter zal vaak arctische lucht zich doorheen deze zwakte heen klieven. Bijgevolg ontstaan er unieke lage temperaturen in deze streek, vergezeld van strakke winden.
Het estuarium aan de riviermonding wordt beschouwd door het Western Hemisphere Shorebird Reserve Network als van groot belang voor het westelijk halfrond.

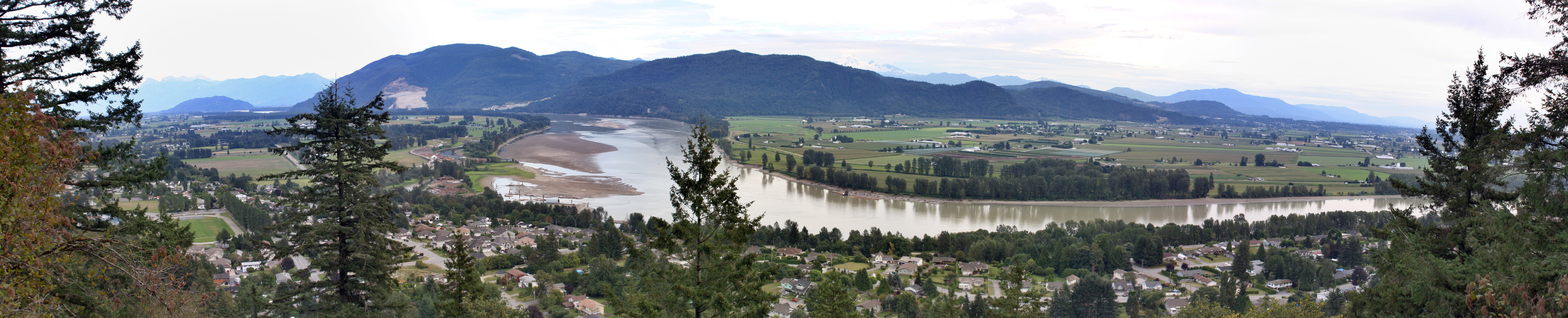
Panoramisch zicht op de Fraser River vanaf de Westminster Abbey (Brits-Columbia), boven Hatzic in Mission

- Gemeinsame Normdatei: 4093210-2
- Virtual International Authority File: 248099607
- WorldCat: E39PBJxxdPjdbrM9XtfPjQVwG3